# Jon Turteltaub
Jonathan Charles Turteltaub (New York, 8 agosto 1963) è un regista, produttore cinematografico e produttore televisivo statunitense.

## Biografia
Figlio del produttore televisivo Saul Turteltaub, si è laureato alla Wesleyan University nel 1985 ed alla USC. Inizia a farsi notare grazie ai film Cool Runnings - Quattro sottozero ed Un amore tutto suo, in seguito dirige i film Phenomenon e Instinct - Istinto primordiale.
Attivo anche in campo televisivo ha diretto parte della miniserie tv Dalla Terra alla Luna e ha diretto i primi due episodi della serie tv Jericho, di cui è anche produttore esecutivo. Ma è noto soprattutto per aver diretto i film d'avventura con Nicolas Cage Il mistero dei Templari - National Treasure, del 2004, il sequel, del 2007, intitolato Il mistero delle pagine perdute - National Treasure e più recentemente L'apprendista stregone, del 2010, tutti e tre prodotti da Walt Disney Pictures e da Jerry Bruckheimer.

## Filmografia

### Regista

#### Cinema
- Due gemelli e una monella (Think Big) (1990)
- L'auto più pazza del mondo (Driving Me Crazy) (1991)
- 3 ragazzi ninja (3 Ninjas) (1992)
- Cool Runnings - Quattro sottozero (Cool Runnings) (1993)
- Un amore tutto suo (While You Were Sleeping) (1995)
- Phenomenon (1996)
- Instinct - Istinto primordiale (Instinct) (1999)
- Faccia a faccia (The Kid) (2000)
- Il mistero dei Templari - National Treasure (National Treasure) (2004)
- Il mistero delle pagine perdute - National Treasure (National Treasure: Book of Secrets) (2007)
- L'apprendista stregone (The Sorcerer's Apprentice) (2010)
- Last Vegas (2013)
- Shark - Il primo squalo (The Meg) (2018)

#### Televisione
- Dalla Terra alla Luna (From the Earth to the Moon) – miniserie TV (1998)
- Jericho – serie TV, 3 episodi (2006)
- Harper's Island – serie TV, 1 episodio (2009)
- Common Law – serie TV, 1 episodio (2012)
- Rush Hour – serie TV, 1 episodio (2016)
- Lo straordinario mondo di Zoey (Zoey's Extraordinary Playlist) – serie TV, 2 episodi (2020)